# Tündércsigák
A tündércsigák (Turridae) a csigák (Gastropoda) osztályához és a Sorbeoconcha rendjéhez tartozó család.

## Rendszerezése
A családba az alábbi alcsaládok tartoznak:
- Cochlespirinae
- Crassispirinae
- Turrinae
- Zemaciinae
- Zonulispirinae